# Pateando piedras
Pateando piedras es un álbum conceptual (y segundo disco de estudio) del grupo chileno Los Prisioneros. Fue lanzado al mercado el 15 de septiembre de 1986 en formato casete en Chile y vinilo de 12 pulgadas en otros países de Sudamérica. Se trató del primer álbum del grupo en ser editado por una compañía multinacional. Vendió cinco mil copias en su venta anticipada, y llegó a las diez mil unidades vendidas en poco tiempo. El álbum fue antecedido por el exitoso sencillo, «Muevan las industrias», que mostraba al grupo adquiriendo influencias del tecno europeo de bandas como Depeche Mode.
Pateando piedras recibe su título de una de las canciones más emblemáticas de la banda, "El baile de los que sobran", tema que presenta una fuerte crítica social por parte de su compositor principal, Jorge González, que el mismo define como un "canto a los jóvenes marginados tras salir de la educación formal", y que se ha transformado en una de las canciones más importantes de la historia de la música popular chilena.
Pateando piedras significó el salto de la banda a la masividad y la derrota a la censura impuesta por el oficialismo, al vetarlos en la televisión y en los medios controlados por la dictadura. El 1 de noviembre de 1986 el grupo promocionó el disco con dos recitales a tablero vuelto en el Estadio Chile. El álbum se hizo famoso por sus letras concentradas en temas sociales, sonido bailable con componentes electrónicos y la personalidad de la banda, además de canciones de gran éxito radial como «Muevan las industrias», «Quieren dinero», «El baile de los que sobran», «Por qué los ricos» o «¿Por qué no se van?».
Pateando piedras fue escogido como el 15º mejor disco chileno de todos los tiempos, según la revista Rolling Stone Chile. De esta manera, comparte un importante lugar en la historia musical de Chile. Fue reeditado en CD por primera vez en 1991, luego en 1995 y en 2011 fue remasterizado junto con los álbumes La cultura de la basura, La voz de los '80 y Corazones.

## Antecedentes
Jorge González compuso Pateando piedras en la carretera cuando Los Prisioneros estaban cubriendo demandas de conciertos por todo Chile.

«Cuando pienso en Pateando Piedras, evoco algo provinciano, limpio, y especialmente me acuerdo de Concepción, porque gran parte de esas canciones se hicieron mientras tocábamos en el sur.»
Jorge González

En 1985 Jorge González incorporó al grupo los teclados. Él y Miguel Tapia -como señala el guitarrista de la banda Claudio Narea- se habían hecho seguidores de Depeche Mode y de otros grupos que utilizaban el teclado como instrumento principal. González adquirió un Casio CZ 101, de teclas minúsculas, y más tarde compró uno igual. Con este instrumento compuso «¿Quién le tiene miedo a las máquinas?», «Pendiente fuerte de ti», «Ellos dicen no» y «Muevan las industrias» que hicieron su debut en agosto de ese año en una presentación en el Teatro Cariola. Las dos últimas canciones fueron las únicas que se incluyeron en el segundo álbum del grupo, mientras que la canción «Ellos dicen no», que hablaba sobre los medios de comunicación que les cerraban las puertas, fue completamente modificada y se convirtió en «Por favor».

## Grabación
La grabación de la segunda placa empezó en el invierno de junio de 1986 después de que en Santiago se reponía de un temporal que desbordó el río Mapocho. Para la grabación de Pateando Piedras volvieron a trabajar con el ingeniero Caco Lyon, quien en este trabajo tuvo un rol fundamental, Pateando Piedras fue una grabación distinta a la de La voz de los '80. «Siete de los temas no tienen bajo sino bajo de teclado. Todas las baterías son programadas( yamaha rx7 )y tres de los temas no tienen guitarra», dijo Narea. Claudio se compró dos guitarras Fender, una Lead 1 y otra Telecaster Deluxe, ambas de color negro; Jorge se consiguió una caja de ritmos Linn, prestada por Miguel Conejeros del grupo Pinochet Boys, se compró tres sintetizadores Casio, y una Batería electrónica Simmons. Sin embargo Jorge ya había tocado teclado para el disco anterior pero como acompañamiento de los temas y en los estudios de Pancho Straub se usó un programador de batería. El primer disco se grabó con una grabadora de 8 pistas y el segundo disco con una de 16 pistas, para este disco se utilizó los secuenciadores como el Voyetra, donde se grabó con un código de tiempo que controlaba los secuenciadores dejando 15 pistas libres, señaló Lyon. Los temas ahora venían preparados y no se ensayaban.
Claudio solo participó tocando las guitarras, no se pudo acostumbrar a pasar de ser un trío de guitarra, bajo y batería a ser un grupo tecno, además nunca se sintió cómodo tocando el teclado, por lo que se retiraba temprano de las sesiones para ir a ver a quien sería meses más tarde su esposa, Claudia Carvajal. Él tocó la guitarra acústica en el tema «El baile de los que sobran». Grabaron una primera versión de este tema, era una caja de ritmo con un bajo, al comienzo no tenía guitarra, y el tempo era más rápido. A Jorge no le gustó, así que la grabó de nuevo y le pidió a Claudio que tocara la guitarra, disminuyeron el tempo, y le agregaron ladrido del perro con el sampler Emulator 2, según Jorge González sin el perro el tema no hubiera tenido brillo. «Muevan las industrias» fue una grabación en que solo participó Jorge. «Y los balones de gas y todo eso, los grabó él», señaló Lyon, además grabaron el tema con una Linn Drum, la batería programable que había en Chile en la época, concluyó.

## Instrumentos
-Yamaha RX7
-Fender Lead I
-Fender Telecaster Deluxe '72
-Casio CZ 101, CZ 1000 y CZ 5000
-Pearl Export Bass
-Emu Emulator II
-Linndrum (Muevan las industrias)

## Lanzamiento
El 7 de septiembre de 1986 el dictador Augusto Pinochet es atacado camino a Cajón de Maipo, los responsables y opositores fueron asesinados. Una semana después de este incidente, el 15 de septiembre, y bajo «estado de sitio», Los Prisioneros lanzaron su segundo álbum Pateando piedras en una presentación en el bar del sector de Bellavista, El Café del Cerro, ante menos de cien personas. Ese día los acompañó en una par de canciones el histórico roquero chileno Peter Rock. La presentación oficial se realizaría posteriormente.
El álbum vendió cinco mil copias en los primeros diez días de su distribución. Un récord jamás alcanzado por un grupo de música juvenil en Chile y en dos meses y dos días de haber salido el álbum lograron un segundo disco de platino con veinte mil copias vendidas cosa que no lograba ningún artista desde los tiempos de la Nueva Ola.
Dos meses después del lanzamiento de su segunda placa, en noviembre de 1986 hicieron el lanzamiento oficial de Pateando piedras, presentándose en el Estadio Chile ante unas 11 000 personas. El grupo chileno rompió un récord al llenar dos veces consecutivas el recinto. Después de aquello los medios empezaron a tomar en serio a Los Prisioneros. La revista Super Rock los señaló como el mejor grupo de Chile. Además, premió Pateando piedras como mejor álbum, a Jorge González como el mejor compositor y eligió el tema «El baile de los que sobran» como la mejor canción del año. Otros medios hicieron lo mismo.

### Reediciones
En 1991, el sello EMI editó el disco por primera vez en CD Pateando piedras cuya manufactura se encargó a Canadá a la empresa Disque Americ, una edición simple sin las letras de las canciones. Recién en el año 1995, el sello reeditó los cuatro primeros álbumes de Los Prisioneros en una versión digitalmente remasterizada en CDs y Casetes incluyendo las letras de las canciones cuya manufactura se encargó a Estados Unidos a la empresa Americ Disc en Florida y a México a la empresa francesa CINRAM. El 31 de agosto de 2011, EMI relanzó los cuatro primeros álbumes de Los Prisioneros con motivo de celebrar el 25° aniversario de Pateando piedras. Todos entraron entre los diez más vendidos en Chile.

## Estilo y canciones
Lalo Ibeas, líder del grupo Chancho en Piedra, opinó que fue muy arriesgado para Los Prisioneros «haber hecho su segundo disco cambiando radicalmente el sonido de la banda, pasar de guitarras al estilo The Clash, al sonido de los sintetizadores, y así y todo seguían sonando como Los Prisioneros». Jorge ha manifestado que le gusta hacer más música electrónica y además porque tiene mayor difusión, declarando que Los Prisioneros eran más un grupo tecno pop que de rock. El musicólogo Juan Pablo González considera como el disco esencial y un punto de inflexión en la carrera de la banda. «Marcó un puente sonoro en los años 80, desde una sonoridad artesanal, donde prevalecían la lana de los chalecos chilotes y las guitarras arpegiadas, hacia este mundo new wave, de sonidos tecnológicos y textos clarísimos, donde no había cabida a las metáforas y a la agenda política de la época», dijo además que cosas sencillas como el ladrido de un perro, o el sonido de un balón de gas retrató a la sociedad chilena de la época genuinamente.
El tema que abre el disco «Muevan las industrias» habla sobre la cesantía. De acuerdo con Colombia.com en Chile se «vivía un sentimiento de desilusión y zozobra por los índices de desempleo causados por el desmonte de la industria nacional para dar cabida a las empresas británicas, norteamericanas y francesas que invirtieron en la economía del país y se quedaron con los mercados. Mucha gente deambulaba en las calles buscando qué hacer para sobrevivir, de este fenómeno surge 'Muevan las industrias'». El segundo tema, «¿Por qué no se van?» criticaba la vanguardia de la época aquellos artistas e intelectuales snob que deseaban irse del país. La tercera canción, «El baile de los que sobran» es considerada por el grupo como su mejor tema y una de las más emblemáticas de la música popular chilena de los años ochenta. Cuenta sobre jóvenes que les prometieron poder ir a la universidad pero que, sin embargo, el sistema neoliberal los dejó sin posibilidades de estudiar, dejándolos prácticamente censantes para su futuro.
«Estar solo» es una combinación entre The Cure y Depeche Mode. Según González la canción va más por el lado intelectual que de aislarse del resto en una isla. «De repente uno tiene ideas y piensa que no van a ser bien aceptadas», señaló.
La cuarta canción y penúltima del Lado B, «Una mujer que no llame la atención» también está influenciada en Heaven 17 o Depeche Mode. Es la canción precursora de «Corazones rojos», como el intento de mostrar el machismo desde la perspectiva de una persona machista, pero que ha tenido que luchar contra eso.

## Portada
En la portada Los Prisioneros aparecen en la Línea 2 del Metro de Santiago dirigiéndose a San Miguel. En la foto original aparece Miguel de pie, con sus brazos detrás de la cabeza mirando al vacío; sentados delante de él, Jorge y Claudio mirando la cámara. Jorge con una sonrisa irónica y Claudio ríendo feliz. En 1987, durante una gira de promoción en Buenos Aires, Argentina, el guitarrista relató en su libro Los Prisioneros: Biografía de una amistad, que la portada de Pateando piedras tenía una foto distinta. "Parecía la misma salvo por un pequeño detalle: yo no aparecía ríendo", afirmó. Según le explicaría el representante del grupo —Carlos Fonseca—, la original se había extraviado, entonces decidieron buscar la más próxima a la secuencia —tomada un segundo antes o después que la otra— para reemplazarla. "Era casi igual, solo que en esta yo tenía la mirada perdida", explicó Claudio. Posteriormente, en Chile, también se cambió la fotografía, luego, cuando Pateando piedras salió en CD, salió la foto donde Claudio sonreía, sin embargo, al poco tiempo volvieron a sustituirla por la otra. "Resumiendo, la historia dice así: Pateando piedras se lanzó en septiembre de 1986. Pero ya en abril de 1987 había otra foto. Después en 1991 apareció. Luego, en 1992, se extravió de nuevo", culminó. La sesión en el Metro estuvo a cargo de Jorge Brantmayer, inspirada en la «onda» tecno que la banda tomó con sus publicitados sintetizadores Casio y la batería Simmons de Tapia, "la segunda mejor marca del mundo, según la Super Rock, la revistilla del rock latino.  La edición de vinilo, que solo se podía comprar en Fusión, tenía en la contratapa una foto de la banda en contrapicado frente a una torre de alta tensión, 40 kilómetros al sur de Santiago, camino a Rancagua.
Las fotos del Metro nunca les gustaron a Los Prisioneros, según Fonseca. Al principio Jorge le planteó a Carlos que salieran en la foto los tres en un campo verde enorme, y que se vieran a lo lejos caminando, sin embargo, EMI rechazó la idea, ya que, según ellos, iba a parecer un disco de Los Huasos Quincheros.

## Legado
Antes del aniversario N.º. 20 el actor chileno Héctor Morales dijo que las letras de Pateando piedras siguen siendo actuales, y que, pueden caber en cualquier etapa del país. Y poco antes para el aniversario N.º. 25, Jaime Bollolio de El Mercurio hizo un análisis del Chile actual con las canciones de Pateando piedras de acuerdo a su orden, de «Muevan las industrias» a «Independencia cultural» llegando a temas contingentes como el movimiento estudiantil e HidroAysén. No solo llega la contingencia en Chile las letras de Pateando piedras sino en países como Colombia y Perú, país donde fueron fenómeno a fines de los ochenta, según Mario Ruiz, gerente de Marketing de EMI de la época, Los Prisioneros lograron abrir esos mercados para el «rock en español».

## Lista de canciones
Todas las canciones escritas y compuestas por Jorge González. 
| Lado A |                              |                     |          |  |
| N.º    | Título                       | Vocalista principal | Duración |  |
| 1.     | «Muevan las industrias»      | González            | 4:08     |  |
| 2.     | «¿Por qué no se van?»        | González            | 3:01     |  |
| 3.     | «El baile de los que sobran» | González, Tapia     | 5:22     |  |
| 4.     | «Estar solo»                 | González            | 4:33     |  |
| 5.     | «Exijo ser un héroe»         | González            | 5:44     |  |
| 22:28  |                              |                     |          |  |

| Lado B |                                      |                     |          |  |
| N.º    | Título                               | Vocalista principal | Duración |  |
| 1.     | «Quieren dinero»                     | González            | 5:10     |  |
| 2.     | «Por favor»                          | González            | 3:32     |  |
| 3.     | «¿Por qué los ricos?»                | González            | 4:57     |  |
| 4.     | «Una mujer que no llame la atención» | González            | 3:22     |  |
| 5.     | «Independencia cultural»             | González            | 4:34     |  |
| 20:55  |                                      |                     |          |  |

## Créditos
- Jorge González – voz, bajo, sintetizador, teclados.
- Claudio Narea – guitarras, coros.
- Miguel Tapia – batería, percusión, programación, coros.

## Listas
| Publicación   | País           | Lista                                                   | Año  | Puesto |
| ------------- | -------------- | ------------------------------------------------------- | ---- | ------ |
| Al Borde      | Estados Unidos | Los 250 álbumes más importantes del Rock Iberoamericano | 2006 | 160    |
| Rolling Stone | Chile          | Los 50 mejores discos chilenos                          | 2008 | 15     |